# 松永安奈
 松永 安奈（まつなが あんな、1990年9月11日 - ）は、日本のフリーアナウンサー。

## 来歴・人物
神奈川県茅ヶ崎市出身。2013年学習院大学文学部卒業後、同年NHK沖縄放送局に入局。2015年福島テレビに移籍。2019年福島テレビを退職。フリーアナウンサーへ転向。2021年に2歳年下の一般男性と結婚。

## 現在の担当番組
- 西川貴教のバーチャル知事（BSJapanext、2022年4月 - ）

## 過去の担当番組

### NHK沖縄放送局
- おきなわHOTeveキャスター・リポーター
- 松永安奈のあんな旅・こんな旅
- 金曜スポーツコーナー

### 福島テレビ
- サタふく
- FTVみんなのニュース
- FTVみんなのニュース2部
- FTVテレポートプラス

### フリーアナウンサー
- はやドキ!（TBSテレビ）
- 生島ヒロシのおはよう定食&一直線（TBSラジオ、代理パーソナリティ）
- デイリーニュース（J:COM）